# Brelan de dames, essai d'après trois femmes auteurs

Brelan de dames, essai d'après trois femmes auteurs est une collection d'essais satiriques sur trois femmes auteurs par Robert de Montesquiou paru en 1912.

## Sommaire
- Dédicace au Professeur Albert Robin

1. Musées pour rire. (La Marquise de Blocqueville, Adélaïde-Louise d'Eckmühl de Blocqueville)
2. Les Mirlitons Azurés. (La Duchesse de Rohan, Herminie de La Brousse de Verteillac)
3. La Shéhérazade de L'Encre Bleue. (Madame Bulteau)

## Référence
- Le Mort remontant, Robert Montesquiou-Fézensac (comte de), Émile-Paul frères, 1922, 136 pages